# L·C·邓恩
L·C·邓恩（英語：Leslie Clarence Dunn，1893年11月2日—1974年3月19日）是一位美国遗传学家和发育生物学家，哥伦比亚大学教授，曾任美国遗传学学会首任会长。